# 河棲矮長頜魚
河棲矮長頜魚，為輻鰭魚綱骨舌魚目象鼻魚科的其中一種，分布於非洲剛果河下游及Kouilou-Niari河流域，體長可達8公分。